# 서세원 양미경의 행복이 가득한 집
서세원 양미경의 행복이 가득한 집은 1994년 10월 16일부터 1997년 5월 18일까지 방송되었던 시사교양 프로그램이다.

## 기획 의도
화목한 가정, 본 받을 만한 가정을 발굴, 선정하여, 가족 구성원 간의 끈끈한 정과 동질감, 서로에 대한 진정한 이해의 모습을 전달하기 위해, 가정의 소중하는 시사교양 프로그램이다.